# Nicolas Poliakoff (peintre)
 (février 2016).
Si vous disposez d'ouvrages ou d'articles de référence ou si vous connaissez des sites web de qualité traitant du thème abordé ici, merci de compléter l'article en donnant les références utiles à sa vérifiabilité et en les liant à la section « Notes et références ».
Nicolas Poliakoff, né Nikolaï Gueorguiévitch Poliakov (en russe : Николай Георгиевич Поляков) le 22 juillet 1899 à Aleksandrovsk dans l'Empire russe, naturalisé français, décédé le 1er juillet 1976 dans le 5e arrondissement de Paris, est un peintre russe de l’École de Paris. Il est un des représentants du mouvement Cubiste.

## Biographie
Né en Ukraine le 22 juillet 1899, il se forme dans un premier temps à l’École des Beaux-Arts de Belgrade (Yougoslavie), qu’il fréquente d’octobre 1921 à juillet 1925.
En octobre 1925, il rejoint Paris où il devient élève d’André Lhote au sein de son Académie de Peinture, 18 rue d'Odessa (14e arrondissement de Paris).
À partir de 1926, il est massier de cette Académie et assistant d’André Lhote jusqu’au décès de celui-ci en 1962. En tant que professeur, il se liera notamment d'amitié avec Joseph Terdjan, un de ses élève peintre d'origine arménienne.
En 1933 il a fait trois gouaches pour illustrer un manuscrit calligraphié par Guido Colucci de la nouvelle "Un crime" d'Ivan Bounine.
Jusqu’en 1965, il est professeur de peinture à l’Académie.
À partir des années 1930 et jusqu’à son décès, il occupe un atelier au 278, boulevard Raspail à Paris dans le quartier de Montparnasse.
Il était agréé copiste au Musée du Louvre.

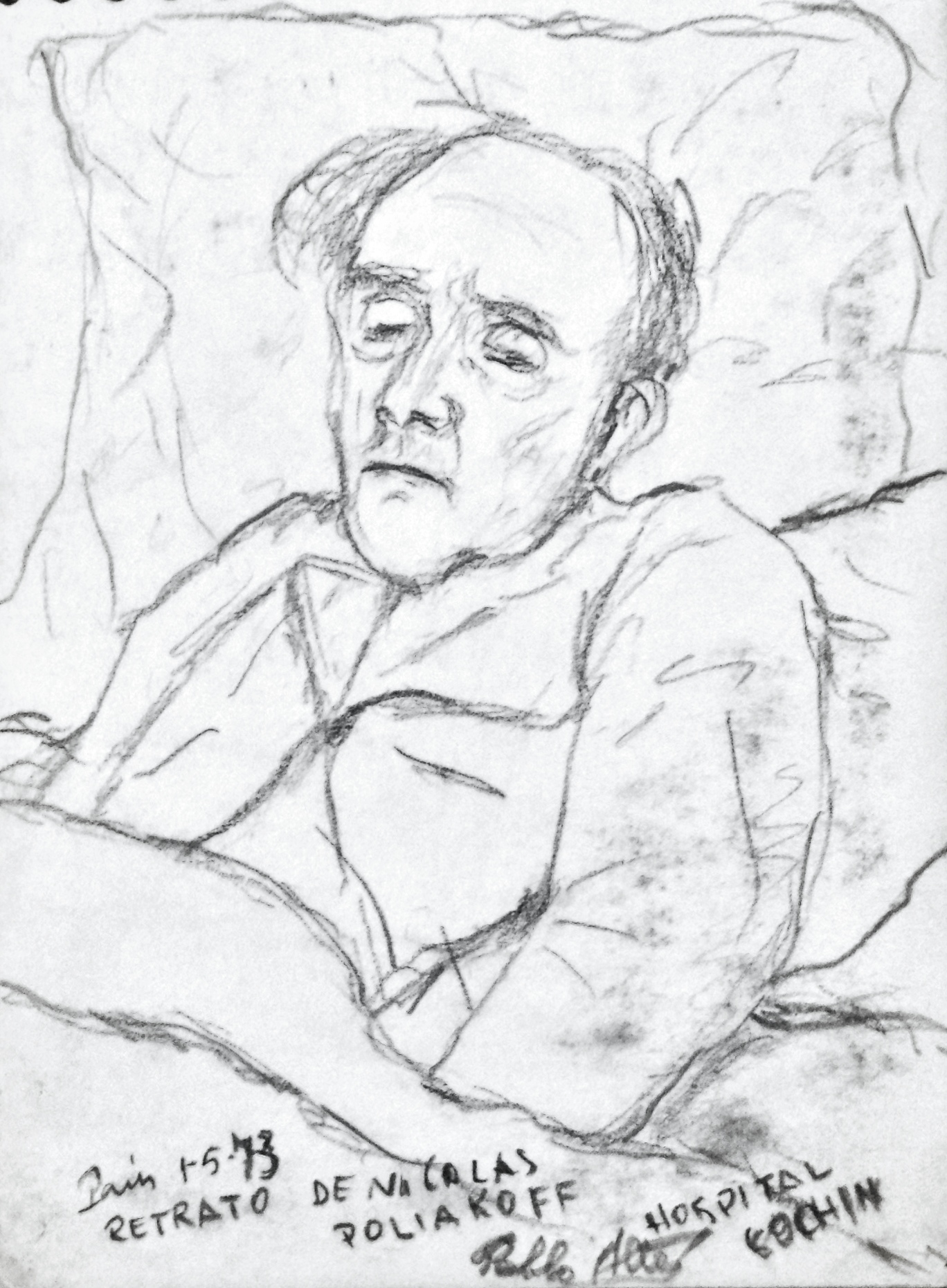
Portrait du peintre russe Nicolas Poliakoff sur son lit de l'hôpital Cochin à Paris le 1er mai 1973. Dessin original de Pablo Altés Aguilera.

Ses cendres reposent au cimetière du Père-Lachaise à Paris

## Expositions personnelles

### À Paris
- 1926 : Galerie A. Drouant
- 1941 : Galerie Montagnac
- 1936 : Galerie Castelucho-Diana
- 1943 : Galerie A. Drouant
- 1959 : Foyer des artistes
- 1962 : Galerie du Vieux Colombier

### À l’étranger
- 1929 : Belgrade  (Yougoslavie)
- 1930 : Boston (États-Unis)

### Expositions collectives
- 1926, 1927, 1928 : Salon d'automne, Paris[2]
- 1926 à 1976 : Salon des Artistes Indépendants à Paris ("Catalogue raisonné du Salon des indépendants 1884-2000"- Jean Monneret)
- 1926 : exposition de l’académie André Lhote au Sacre du Printemps à Paris
- 1927 : exposition André Lhote et ses élèves, Claridge Gallery, Londres
- Décembre 1933 - janvier 1934 : Livres manuscrits, Maison Myrbor, 17, rue Vignon, Paris[3]
- 1937 : Exposition d’artistes de Montparnasse à la Galerie Pittoresque, 133, boulevard Raspail, Paris (avec d’autres élèves d’André Lhote)
- 1961 : exposition Les peintres russes de l’Ecole de Paris à la Maison de la Pensée Française  (artistes exposants : Adlen, Akopian, Andreenko, Androussov, Annenkov, Benatov, Benn, Blatas, Blond, Boberman, Bogratchew, Chagall, Chapiro, Charchoune, Chwat, Constant, Constant Judith, Delaunay Sonia, Dmitrienko, Garbell, Ghera, Gontcharova, Granovsky, Grimm, Hossiasson, de Hueck, Issaiev, Ivanoff, Kandinsky, Kikoïne, Konstan, Kovner, Kremègne, Lanskoy, Larionov, Lubitch, Mane-Katz, Michonze, Milshtein, Morhange, Naïditch, Nilouss, Orloff, Pailes, Petrova-Léger, Pikelny, Poliakoff Serge, Poliakoff Nicolas, Pougny, Rakine, Ségal, Soutine, De Staël, Staritsky, Sterling, Survage, Tamari, Tcherniavsky, Terechkovitch, Volovick, Zack, Zadkine)

## Collections publiques
- Centre national des arts plastiques, Paris, dont dépôt mairie de Saint-Galmier.